# José María Cantilo (nieto)
José María Cantilo (Buenos Aires, 23 de agosto de 1877-1953) fue un diplomático argentino que ejerció como ministro de Relaciones Exteriores de la República Argentina durante la presidencia de Roberto M. Ortiz, entre 1938 y 1940.

## Biografía
Era hijo de Francisco Cantilo y nieto de José María Cantilo, quien fuera diputado nacional, poeta y periodista, partidario de Bartolomé Mitre.
Se graduó de abogado y de Licenciado en Letras en la Universidad de Buenos Aires. De larga carrera diplomática, su primera misión como encargado de negocios en un país extranjero fue en 1910, año en que quedó como encargado interino de la embajada en Río de Janeiro. Posteriormente fue embajador en Uruguay, Paraguay y Bolivia.
Fue subsecretario (viceministro) de Relaciones Exteriores de Ernesto Bosch y José Luis Murature.
Fue embajador de su país en Suiza y en Italia, y participó como mediador en la devolución del Sarre a Alemania.
Fue nombrado ministro de Relaciones Exteriores de su país, asumiendo el cargo junto con el presidente Roberto M. Ortiz el 20 de febrero de 1938.

### La Circular MREyC N.° 11/1938

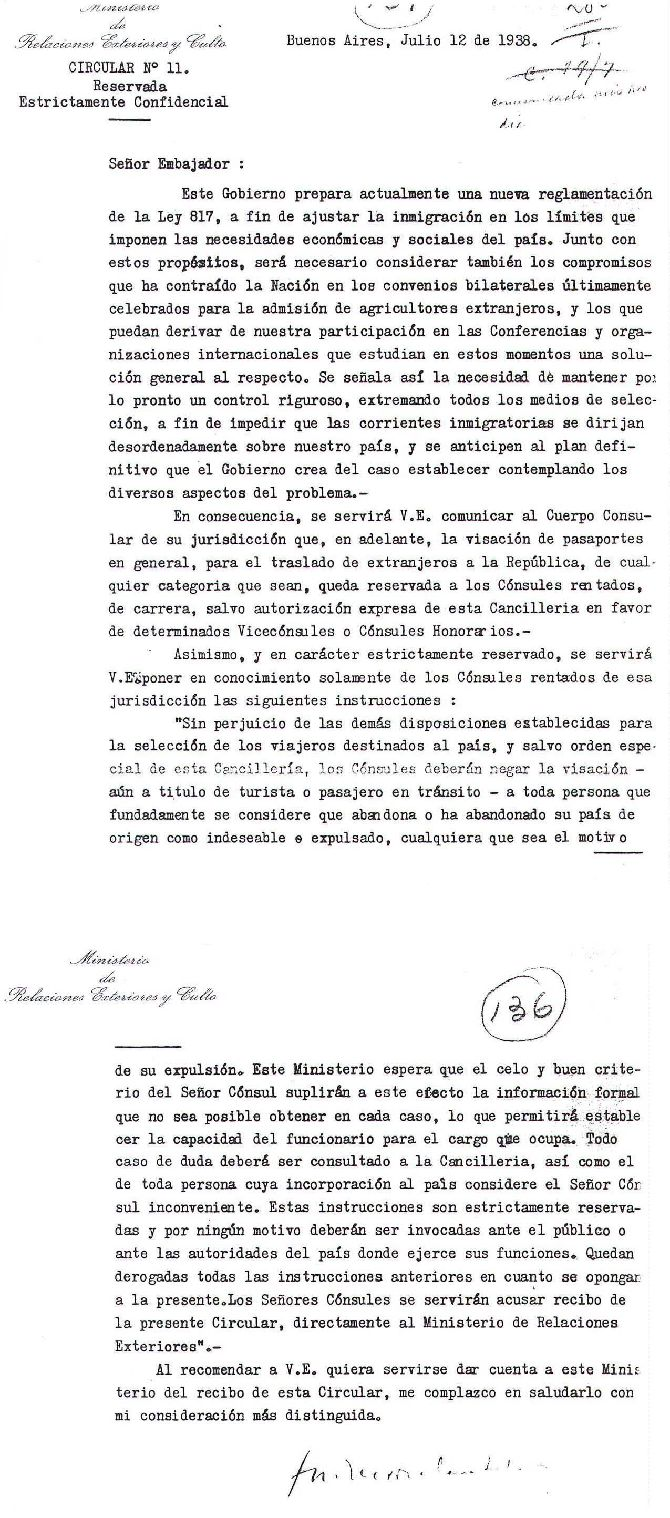
La Circular 11 de 1938, durante la presidencia de Roberto M. Ortiz de la Unión Cívica Radical Antipersonalista, estaba destinada específicamente a detener la entrada al país de judíos europeos que huían del régimen nazi.

El 12 de julio de 1938, poco después de iniciada su gestión, dictó la Circular 11 a las embajadores argentinos en Europa, en que se les ordenaba 

“negar la visación, aún a título de turista o pasajero en transito, a toda persona que fundadamente se considere que abandona o ha abandonado su país de origen como indeseable o expulsado, cualquiera sea el motivo de su expulsión”.

Con esta circular se fijaba la posición argentina en la Conferencia de Evian. La razón estaba ligada a las quejas del gobierno de la Alemania Nazi por el refugio que se daba tanto a dirigentes opositores como a judíos que huían de su país.  En la práctica, aunque no fue uniformemente acatada en todos los casos y hubo miles de refugiados judíos en la Argentina, significó un serio obstáculo para la huida de judíos desde Alemania o de los países invadidos por los nazis en dirección a la Argentina. Esa circular fue oficialmente derogada el 8 de junio de 2005.

### La neutralidad argentina en la Guerra Mundial
En diciembre de 1938, inauguró una conferencia de ministros de relaciones exteriores americanos en Lima (Perú), haciendo una apasionada defensa de las relaciones argentinas con Europa, confrontando también la posición del Secretario de Estado de los Estados Unidos, Cordell Hull, que pretendía imponer alguna forma de hegemonía estadounidense en América.
En julio de 1939, firmó un tratado de límites con el Paraguay, estableciendo con precisión las fronteras entre ambos países a lo largo del sinuoso, confuso y cambiante curso medio del río Pilcomayo.
Cuatro días después de estallada la Segunda Guerra Mundial, el gobierno argentino declaró la "neutralidad" de su país en la contienda. Durante los primeros meses de la Guerra, respaldó enérgicamente la política de solidaridad continental auspiciada por los Estados Unidos, por la cual ninguno de los países americanos participaría en la guerra ni permitiría las operaciones bélicas desde sus territorios ni los mares aledaños, manteniendo una estricta neutralidad en la misma.
Tras la batalla del Río de la Plata, en diciembre de 1939, el canciller Cantilo anunció al embajador británico que la Argentina seguramente abandonaría la neutralidad; la cancillería británica consideró peligroso ese paso, ya que una declaración británica en apoyo de esa medida pondría a los Estados Unidos, que todavía eran neutrales en la Guerra y presionaban a los gobiernos latinoamericanos para que lo fueran, en contra de Gran Bretaña. Por ello propuso a los Estados Unidos cambiar la neutralidad argentina por el estatus de "no beligerancia", proponiendo también que los demás países latinoamericanos se adhirieran a esa propuesta; la Secretaría de Estado rechazó de plano esa posibilidad. Posteriormente, los Estados Unidos propusieron a la Argentina un acuerdo por el cual —en caso de ataque de una potencia europea a territorio de Uruguay o Brasil— los Estados Unidos colaborarían con la Argentina para repelerlo, permitiendo la instalación de bases norteamericanas en territorio argentino; tras consultar al Ministro de Marina León Scasso, Cantilo contestó negativamente, afirmando que 

La  Argentina no ha necesitado en ningún momento de pactos especiales para acudir en defensa de un país americano injustamente agraviado. Es indudable también que, si otra república americana, cuya vecindad a la Argentina hiciera factible la ayuda y la solicitara, el Congreso la autorizaría. Si la Argentina fuera objeto de una agresión, habría de agradecer la ayuda que quisieran ofrecerle las otras repúblicas americanas.

En el mes de junio, durante una conferencia de cancilleres citada por los Estados Unidos en La Habana, el representante argentino Leopoldo Melo enfrentó la posición norteamericana, tendiente a dirigir la acción de todos los países americanos en caso de una agresión de alguna potencia europea, aunque firmó una Declaración sobre Asistencia Recíproca y Cooperación defensiva. Todos estos enfrentamientos fijaron en el gobierno de los Estados Unidos la impresión de que la Argentina no deseaba colaborar con el resto del continente, y que enfrentaba la hegemonía que pretendía el gobierno norteamericano en América Latina, situación que se agravaría luego de la Revolución de 1943. Por un tiempo, el único país que sostuvo una actitud similar a la argentina fue Chile, que la cambiaría a mediados de la Segunda Guerra.
En septiembre de 1940, durante la licencia por mala salud del presidente Ortiz, Cantilo fue reemplazado por Julio Argentino Roca (hijo). Posteriormente fue miembro del grupo Acción Argentina, una organización antinazi.
Durante el régimen militar iniciado en 1943 se destacó como un activo dirigente en favor del rápido restablecimiento de la democracia, apoyó las injerencias del embajador Spruille Braden en la política interna y se manifestó públicamente en contra de las actividades del después presidente Juan Domingo Perón.
Falleció en Buenos Aires en 1953.